# Lycia haasi
Lycia haasi là một loài bướm đêm trong họ Geometridae.